# Mada (transport szynowy)
Mada – pot. bardzo śliska powierzchnia szyny kolejowej lub tramwajowej powstająca z organicznych substancji (kurz, błoto, liście, nasiona kwitnących roślin) w połączeniu z niewielką ilością wilgoci. Wydłuża drogę hamowania pojazdów szynowych i zmniejszając przyczepność, utrudnia ruszanie. Szyna zamiast metalicznego połysku przybiera kolor ciemnoszary lub czarny.